# 867
867 (DCCCLXVII) var ett normalår som började en onsdag i den julianska kalendern.

## Händelser

### December
- 14 december – Sedan Nicolaus I har avlidit den 13 november väljs Hadrianus II till påve.

### Okänt datum
- Vikingarna intar staden York i Northumbria på Englands östkust. Staden kommer under namnet Jorvik att under lång tid bli ett centrum för nordbornas kolonisation av England.
- Ruserna härjar Kaspiska havets södra kust.
- Den grekiska kyrkan under ledning av patriarken Photios frigör sig från Rom.

## Födda
- Karloman II, kung av Västfrankiska riket 879–884

## Avlidna
- 13 november – Nicolaus I, påve sedan 858